# Kimberly Derrick
Kimberly Derrick (* 28. April 1985 in Blytheville) ist eine ehemalige  US-amerikanische Shorttrackerin und Inline-Speedskaterin.
Derrick begann siebenjährig im Jahr 1992 mit Inline-Skating und wurde im Jahr 1999 erstmals Amerikanische Meisterin über 500 m Outdoor. Insgesamt gelangen ihr dreizehn nationale Titel bis 2001. In diesem Jahr erreichte sie zudem vier Weltmeisterschaftstitel sowie je eine WM-Silber- und eine Bronzemedaille. Ein Jahr später, 2002, gewann sie noch eine Silbermedaille, ehe sie zum Shorttrack wechselte. Dort startete sie Ende September 2005 erstmals im Weltcup, wo sie jedoch nicht über die Vorläufe hinauskam. Auch in den weiteren Weltcup-Auftritten der Saison 2005/06 beendete Derrick ihr Rennen spätestens im Halbfinale. Dafür qualifizierte sie sich für die Olympischen Winterspiele 2006 in Turin. Hier ging sie über 1000 m an den Start, wurde aber im Viertelfinale disqualifiziert. Bei der Weltmeisterschaft 2006 schaffte sie immerhin den Einzug ins 1500 m-Halbfinale.
Ebenfalls wenig erfolgreich verlief für Derrick der Weltcup 2006/07, wo sie als bestes Ergebnis einen zehnten Rang über 1000 m erreichte. Mit der Staffel gelang ihr zudem ein dritter Platz, allerdings in einem Rennen, in dem die Asiatinnen nicht am Start waren. Im 1000-m-Disziplinenweltcup platzierte sie sich auf einem guten fünften Rang, mit der Staffel wurde sie zudem Gesamtdritte. Bei der Weltmeisterschaft 2007 verpasste sie wiederum jedes Finale. In der nächsten Saison 2007/08 konnte Derrick erst zum Abschluss beim letzten Weltcup mit einem fünften Platz über 1000 m ihr bestes Ergebnis einfahren. Dazu gelangen ihr mit der Staffel erneut zwei dritte Plätze. In den Weltcup 2008/09 startete sie mit ihrem ersten Einzelpodest, einem dritten Platz auf der 1000-m-Distanz. Auch über 1500 m verpasste sie als Vierte das Podium nur knapp. Beim letzten Weltcup der Saison gelang ihr über 1000 m ihr erster Weltcupsieg. Im 1000 m-Disziplinweltcup belegte sie am Ende Rang drei. Bei der Teamweltmeisterschaft in Heerenveen gewann sie mit ihren Teamkolleginnen Bronze. In der Saison 2009/10 konnte sie in keinem Einzelrennen das Podest erreichen, platzierte sich aber mit der Staffel zweimal auf Rang zwei. Derrick nahm an den Olympischen Spielen in Vancouver teil. Über 1000 m und 1500 m schied sie im Vorlauf aus, mit der Staffel gewann sie die Bronzemedaille, obwohl sie nur im Vorlauf, nicht aber im Finale eingesetzt wurde. Auch bei der Weltmeisterschaft in Sofia gewann sie mit der Staffel Bronze. Nach den Spielen nahm sich Derrick zunächst eine Auszeit vom Shorttrack. Erst in der Saison 2011/12 startete sie wieder bei den beiden letzten Weltcuprennen, ihr bestes Resultat blieb jedoch ein Viertelfinaleinzug über 1000 m.